# La grande magia - The Illusionist
La grande magia - The Illusionist è stato un programma televisivo italiano andato in onda in prima serata su Canale 5 nel 2013.

## Il programma
Andato in onda dall'11 al 31 gennaio 2013 per quattro puntate di un'unica edizione, il programma è nato da un'idea di Walter Rolfo con la conduzione di Teo Mammucari girato interamente nel parco divertimenti Rainbow Magicland di Roma Valmontone: il 7 febbraio 2013 è andato in onda Master of Illusion il galà conclusivo del Congresso Magico di Saint Vincent tenutosi ad Aosta nel 2012, al quale hanno preso parte 1.500 maghi provenienti da ogni parte del mondo.

### Il format della trasmissione
La Grande Magia – The Illusionist prevedeva una sfida di magia tra 36 Maghi, provenienti da tutto il mondo, che si sfidavano in vari numeri di illusionismo. I 5 giudici sceglievano i concorrenti da mandare avanti nella gara premendo un tasto blu, o li eliminavano premendone uno rosso. Il vincitore si è aggiudicato un contratto per andare a Las Vegas.

### I giurati
La giuria era composta da 5 massimi esperti internazionali: Uri Geller, famoso per la sua abilità nel piegare i cucchiaini con la sola forza del pensiero, Franz Harary, che nel 1984 fece levitare e sparire Michael Jackson sul palco del “Victory Tour”, e in seguito lo fece riapparire insieme ai suoi fratelli, Ed Alonzo, uno dei più grandi maghi comici degli Stati Uniti D'America, Max Maven, considerato come il più grande mentalista del mondo, e Topas, campione mondiale di manipolazione, il più giovane nella storia della magia.

### Programmazione Mediaset
La première del programma fu "erroneamente" trasmessa in anteprima su Mediaset Extra lunedì 19 novembre 2012 in orario notturno, precisamente verso le ore 3 del mattino: notare che questo "errore" era presente sulla guida tv ufficiale online di Mediaset (liberamente consultabile da chiunque) e, quindi, parte della critica e della stampa italiana ritiene che "la svista" sia stata, in realtà, una scelta precisa di Mediaset, ovvero scaricare, tramite questo "errore" i costi di realizzazione del programma (che fu registrato a maggio del 2012) sul bilancio dell'anno fiscale 2012 e quindi avere un programma "gratis" per il bilancio del 2013.

### Finalisti e vincitore
I due superfinalisti sono stati Sos Petrosyan Jr, quindicenne tedesco di origini russe e Han Seoul Wi, anche lui molto giovane ma coreano.
Allo spareggio vince Sos Petrosyan Jr, grazie anche al coinvolgimento, nel numero finale, di Teo.
Al programma hanno partecipato vari concorrenti italiani. In Finale è arrivato il giovane illusionista italiano Luca Bono mentre l'italiano Emanuele d'Angeli è arrivato in Semifinale.

## Curiosità
Al programma hanno anche partecipato dei talenti provenienti da Italia's Got Talent, ad esempio durante la puntata di Master of Illusion partecipò anche Federico Soldati, che arrivò terzo alla finalissima della terza edizione.

## Auditel
| Puntata            | Prima TV Canale 5 | Telespettatori | Share  |
| ------------------ | ----------------- | -------------- | ------ |
| 1                  | 11 gennaio 2013   | 4 400 000      | 17,22% |
| 2                  | 17 gennaio 2013   | 3 531 000      | 13,02% |
| 3                  | 24 gennaio 2013   | 3 898 000      | 14,08% |
| 4                  | 31 gennaio 2013   | 3 597 000      | 14,01% |
|                    | Media             | 3 883 000      | 14,58% |
| Master of Illusion | 7 febbraio 2013   | 3 655 000      | 14.18% |